# Camponotus mirabilis
Camponotus mirabilis är en myrart som beskrevs av Carlo Emery 1903. Camponotus mirabilis ingår i släktet hästmyror, och familjen myror. Inga underarter finns listade.